# Cochon nain

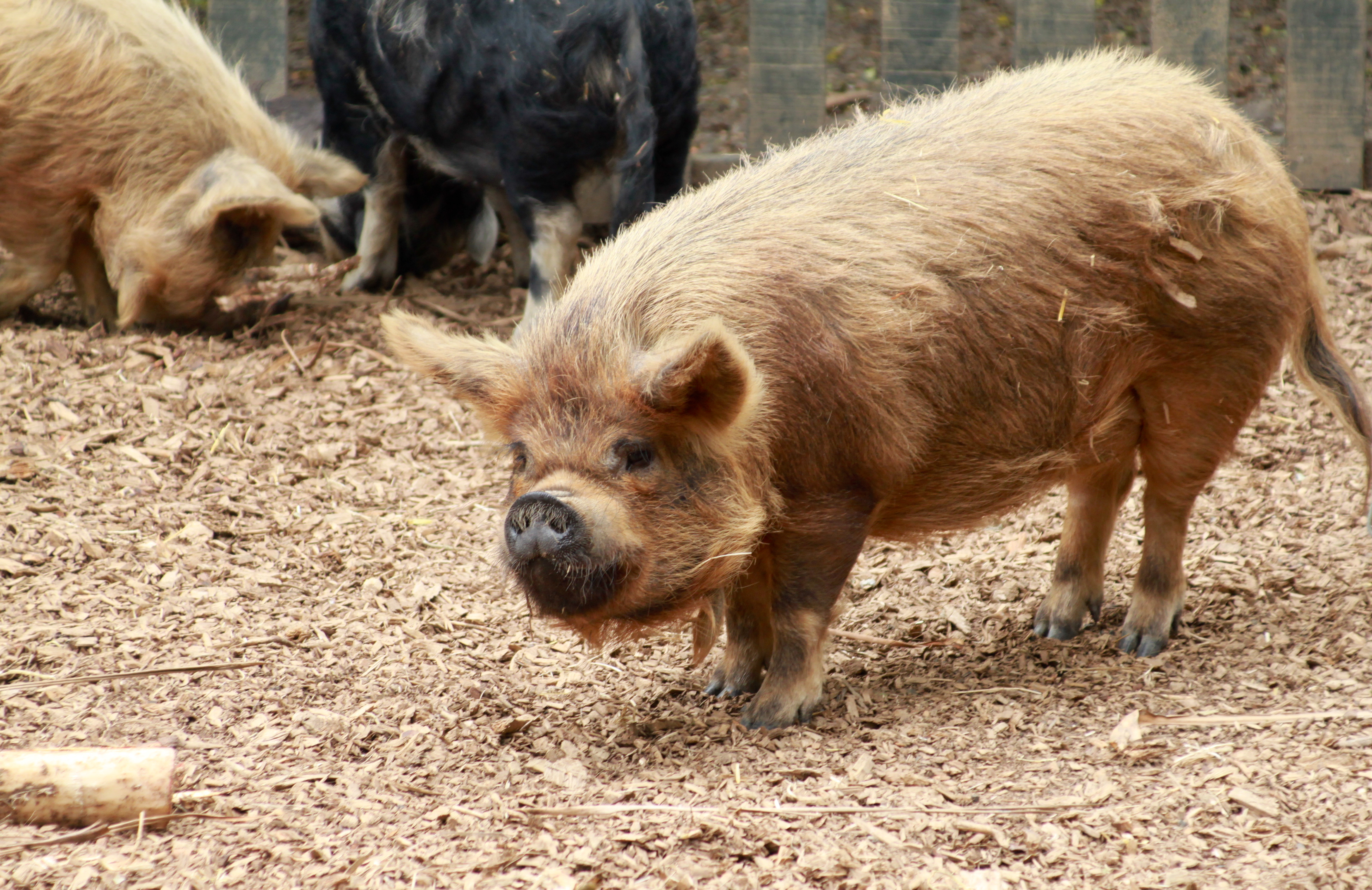
Cochon nain de race Kunekune au Zoo de Hamilton (Nouvelle-Zélande).

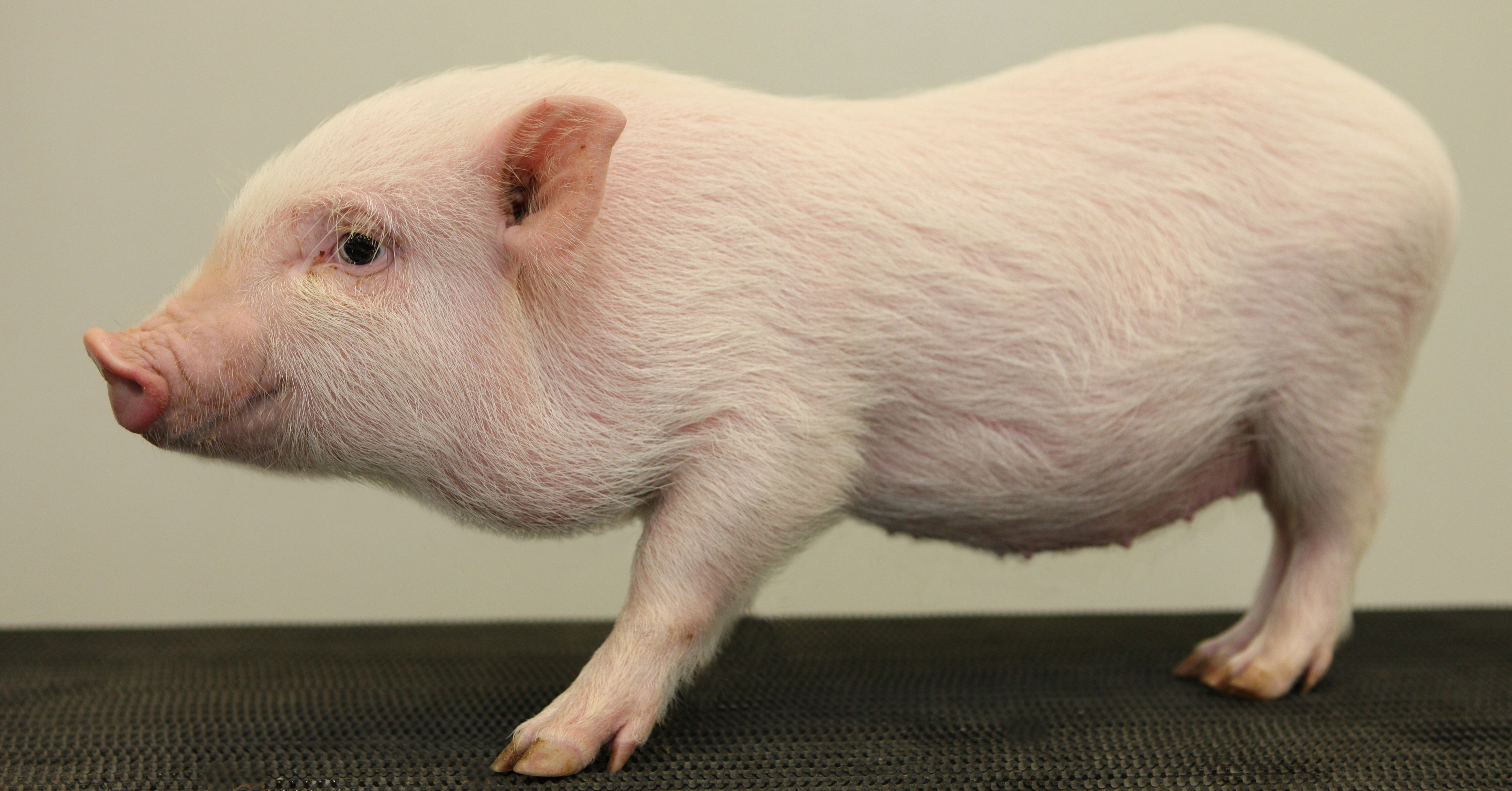
Cochon nain de race Göttingen.

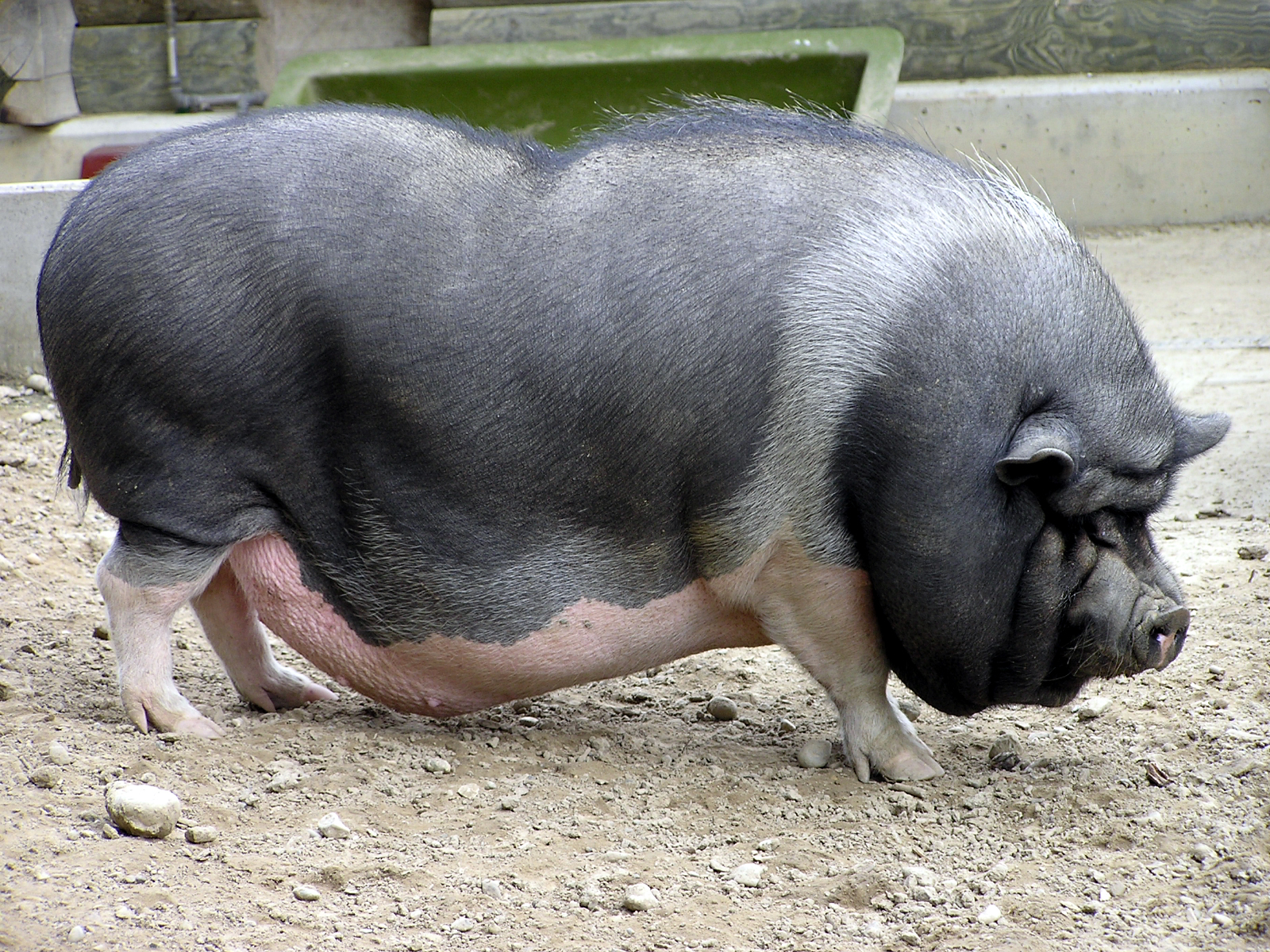
Cochon nain de race vietnamienne.

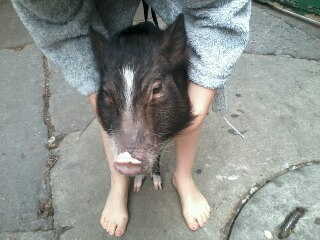
Jeune cochon nain dans une rue de Mexico en 2014.

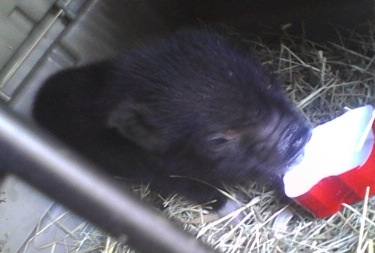
Jeune cochon nain.

Un cochon nain, aussi appelé cochon miniature, est un porc domestique de petite taille développé pour être utilisé comme animal de compagnie ou pour la recherche médicale. Il en existe plusieurs races, telles que les cochons vietnamiens, les choctaw, les kunekune, les göttingen... Les cochons nains pèsent approximativement entre 22,5 et 55 kg à l'âge adulte.

## Historique
Dans les années 1960, des porcs chinois qui pouvaient peser jusqu'à 90 kg ont été envoyés à des zoos occidentaux et ont été utilisés pour la recherche médicale dans les domaines de la toxicologie, de la pharmacologie, de la pneumologie, de la cardiologie, du vieillissement, et comme source d'organes pour la transplantation. Il était plus facile de travailler avec ces porcs, plus petits que les porcs utilisés pour produire de la viande qui peuvent atteindre les 180 kg. Les cochons vietnamiens sont aussi devenu des incontournables dans de nombreux parcs zoologiques où leur petite taille et leur allure bedonnante ont attiré l'attention des visiteurs. 
La popularité des cochons nains a augmenté dans les années 1980, avec des cochons vietnamiens de compagnie apparaissant aussi bien en milieu urbain que rural. Cependant, la tendance a été de courte durée, principalement en raison de règlements municipaux interdisant l'élevage d'animaux de ferme à l'intérieur des villes en Amérique du Nord. En outre, de nombreux propriétaires en sont venus à penser que ces animaux, même de taille réduite, pouvaient être difficiles à détenir dans un logement.
Les années 1990 et 2000 ont vu une tendance à la hausse de la commercialisation de cochons de compagnie qui étaient censés être beaucoup plus petits que les cochons vietnamiens, et donc plus adapté à être utilisés comme animaux de compagnie dans les maisons et les appartements des propriétaires. Alors que plusieurs groupes de protection animale et des éleveurs de porcs questionnent ou nient l'existence de véritables "cochons nains", des éleveurs vendent des porcelets en prétendant qu'ils sont des cochons nains en Amérique du Nord et au Royaume-Uni[réf. nécessaire].
Dans le milieu des années 1980, Keith Connell du Zoo de Bowmanville en Ontario (Canada), importe des cochons vietnamiens reproducteurs au Canada, qui devient alors pionnier pour l'élevage de cet animal en Amérique du Nord. En raison de la législation douanière, seule leur progéniture peut être vendue aux États-Unis. Les zoos américains étaient la cible de vente principale pour ces porcelets, mais les propriétaires privés se sont rapidement mis à en acheter comme animaux de compagnie. Pour suivre les pedigrees, le Potbellied Pig Registry Service, Inc (PPRSI) a été créé pour préserver ces lignées et établir un registre de la race aux États-Unis. Ce registre a été dissous à la fin des années 1990.
Le Miniature Potbellied Pig Registry Service, Inc (MPPRSI) est créé en 1993 pour fournir un registre de ces porcs qui figuraient dans le PPRSI et qui étaient conformes au standard de la race (pas plus de 37 cm de haut et moins de 25 kg à l'âge adulte).

## Utilisations

### Recherche médicale
Les cochons nains ont été utilisés pour la recherche médicale, notamment en toxicologie, en pharmacologie, en chirurgie expérimentale, en pneumologie, en cardiologie et en xénotransplantation.
La race porcine Göttingen (aussi appelée Göttinger ou Goettingen) est une race miniature conçue pour la recherche biomédicale. La race a été développée à partir de croisements entre le cochon nain du Minnesota, le cochon vietnamien et Landrace allemand, à la fin des années 1960 à l'Institut de l'Élevage et de la Génétique (Institut für Tierzucht und Haustiergenetik) de l'université de Göttingen, en Allemagne.
En mai 2015, l'Académie chinoise des Sciences Agricoles a annoncé qu'une de ses équipes de recherche a réussi à produire des individus F-25 (de la 25e génération) de Chinese Wuzhishan Mini Pig (WZSP), avec un coefficient de consanguinité de 0,99519.

### Animaux de compagnie
Les cochons nains peuvent être utilisés comme animaux de compagnie. Ils sont particulièrement intelligents. Ainsi, selon le magazine Forbes, ils sont « de loin considérés comme les animaux domestiques les plus intelligents au monde » et peuvent être facilement dressés. Ils peuvent également apprendre à passer par une chatière et à sonner une cloche pour avertir leurs propriétaires qu'ils ont besoin de sortir. Ils sont hypoallergéniques et conviennent souvent bien aux personnes allergiques aux fourrures d'animaux. Ils muent une fois par an, généralement au printemps ou au début de l'été, et transpirent peu.

## Races
Il en existe plusieurs races, telles que les cochons vietnamiens, les choctaw, les kunekune ou les göttingen.